# Tenneville
Tenneville är en kommun i Belgien.   Den ligger i provinsen Luxemburg och regionen Vallonien, i den sydöstra delen av landet, 120 km sydost om huvudstaden Bryssel. Antalet invånare är 2 645.
I omgivningarna runt Tenneville växer i huvudsak blandskog. Runt Tenneville är det ganska glesbefolkat, med 27 invånare per kvadratkilometer.